# Protobaicalina spinosa
Protobaicalina spinosa är en nattsländeart som först beskrevs av Martynov 1914.  Protobaicalina spinosa ingår i släktet Protobaicalina och familjen Apataniidae. Inga underarter finns listade i Catalogue of Life.